# Atlético Chiriquí
Club Atlético Chiriquí – panamski klub piłkarski z siedzibą w mieście David, w prowincji Chiriquí. Obecnie gra na pierwszym szczeblu rozgrywek – Liga Panameña de Fútbol. Domowe mecze rozgrywa na obiekcie Estadio San Cristóbal.

## Historia
Klub został założony 18 czerwca 2002 jako następca rozwiązanego wcześniej Chiriquí FC, na którego licencji prezes drużyny, Luis Denis Arce, zdecydował się założyć nowy zespół. Nowa ekipa przejęła od poprzedniej obiekt Estadio San Cristóbal i od razu przystąpiła do rozgrywek drugiej ligi panamskiej – Liga Nacional de Ascenso – którą wygrała w 2004 roku, awansując do najwyższej klasy rozgrywkowej. Zadebiutował w niej 12 lutego 2005 w zremisowanym 1:1 spotkaniu z Atlético Veragüense. Premierowy sukces w pierwszej lidze klub odniósł wiosną 2009, kiedy to pierwszy raz zakwalifikował się do ligowej fazy play-off, jednak odpadł z niej już w półfinale.